# Smith Cho
Smith Cho é uma atriz coreano-americana.Um de seus trabalhos mais notáveis é a de Zoe Chae na série A Nova Supermáquina, e a de Glitter Cho no seriado Emily Reasons Why Not. Também fez participações especiais em Norbit, Bad Boys II e Ugly Betty. Smith Cho é engajada em resgates de animais abandonados.

## Televisão
| Ano       | Nome                    | Personagens | Notas                             |
| --------- | ----------------------- | ----------- | --------------------------------- |
| 2003      | ER                      | Woo         | Episódio: "Finders Keepers"       |
| 2003      | Six Feet Under          | Art Student | Episódio: "The Opening"           |
| 2003      | Gilmore Girls           | Girl        | 2 Episódios                       |
| 2003      | Boston Public           | Sandy       | Episódio: "Chapter Seventy-Two"   |
| 2003      | Becker                  | Victoria    | Episódio: "A First Class Flight"  |
| 2004      | Karen Sisco             | Chrissy     | Episódio, "Dog Day Sisco"         |
| 2004      | Dragnet                 | Marla       | Episódio, "Abduction"             |
| 2004      | Summerland              | Assistant   | Episódio, "Kicking and Screaming" |
| 2005      | House MD                | Julia       | Episódio, "Histories"             |
| 2007      | Rules of Engagement     | Sasha       | Pilot                             |
| 2007      | Entourage               | Chloe       | Episódio, "The Resurrection"      |
| 2006–2008 | Emily's Reasons Why Not | Glitter Cho | Regular                           |
| 2008–2009 | Knight Rider            | Zoe Chae    | Regular                           |
| 2009      | Dark Blue               | Elsa        | Episódio, "K-Town"                |
| 2009      | Ugly Betty              | Megan       | Recorrente por 4 Episódios        |
| 2010      | 100 Questions           | Leslie      | Regular                           |
| 2011      | Lovelives               | Kate        | Coadjuvante                       |
| 2012      | Jane By Design          | Rita Shaw   | Recorrente                        |